# Sulimov
Sulimov je obec v okrese Kroměříž ve Zlínském kraji. Žije zde 150 obyvatel.

## Název
Jméno vesnice bylo odvozeno od osobního jména Sulim (které se zakládá na starém sulí - "silnější, schopnější, lepší") a znamenalo "Sulimův majetek".

## Historie
První písemná zmínka o obci pochází z roku 1353. Od svého vzniku byla pod kvasickou vrchností. Všechna aktivita byla věnovaná zemědělství.
Vždy je uváděno, že obec byla obcí českou. Nářečí je moravskoslovenské.

## Obyvatelstvo

### Struktura
Vývoj počtu obyvatel za celou obec i za jeho jednotlivé části uvádí tabulka níže, ve které se zobrazuje i příslušnost jednotlivých částí k obci či následné odtržení.
| Místní části   | Místní části | 1869 | 1880 | 1890 | 1900 | 1910 | 1921 | 1930 | 1950 | 1961 | 1970 | 1980 | 1991 | 2001 | 2011 | 2021 |
| -------------- | ------------ | ---- | ---- | ---- | ---- | ---- | ---- | ---- | ---- | ---- | ---- | ---- | ---- | ---- | ---- | ---- |
| Počet obyvatel | část Sulimov | 221  | 237  | 251  | 226  | 232  | 220  | 227  | 218  | 196  | 187  | 176  | 153  | 171  | 166  | 144  |
| Počet domů     | část Sulimov | 35   | 38   | 40   | 41   | 42   | 42   | 44   | 49   | 48   | 47   | 46   | 54   | 53   | 56   | 59   |

## Obecní správa

### Obecní symboly
Znak a vlajka byly obci uděleny rozhodnutím předsedy Poslanecké sněmovny Parlamentu České republiky dne 19. února 1998.

## Pamětihodnosti
- Socha svaté Anny
- Zvonice
- 2 kříže

## Galerie

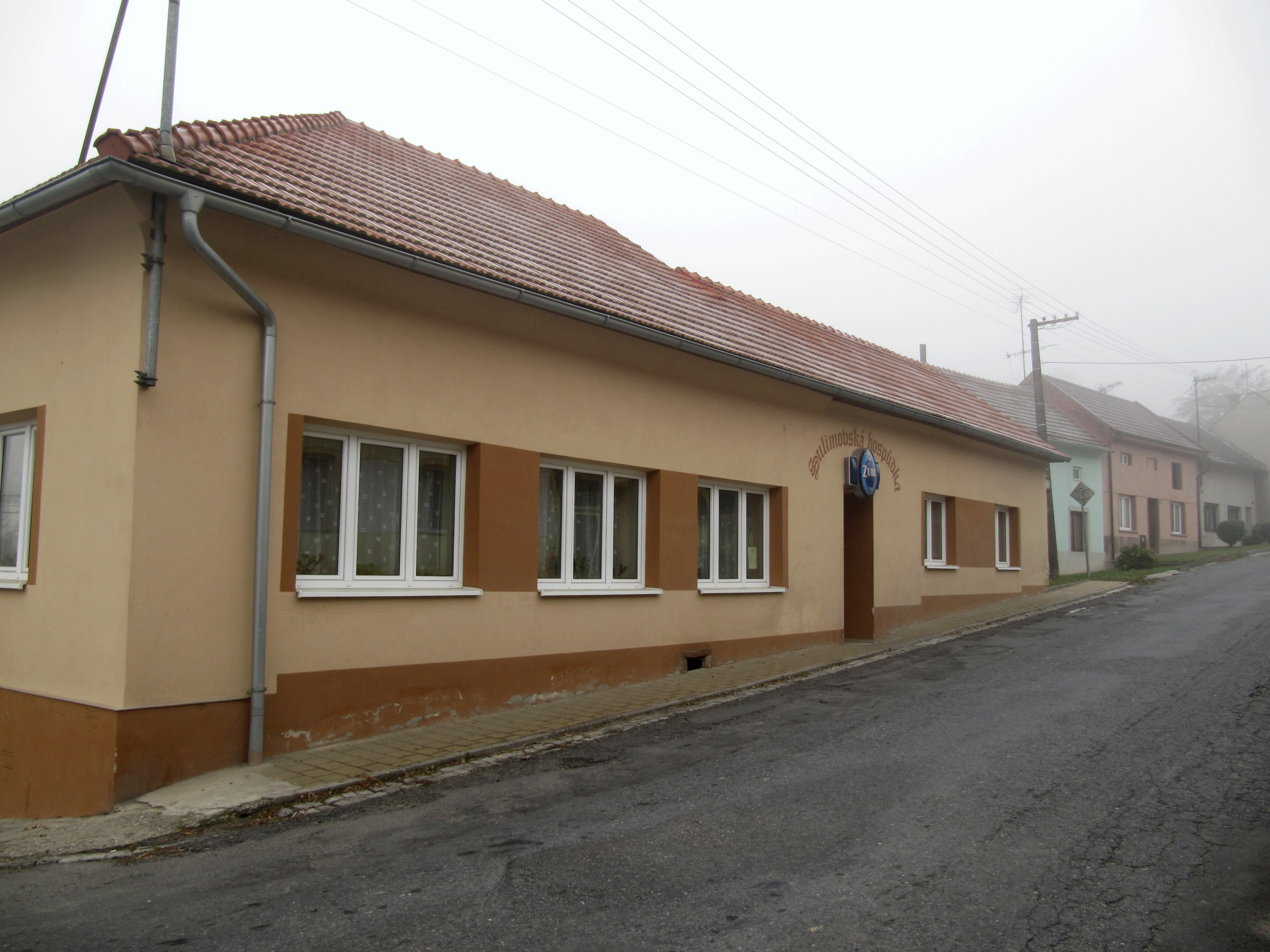
Hospoda
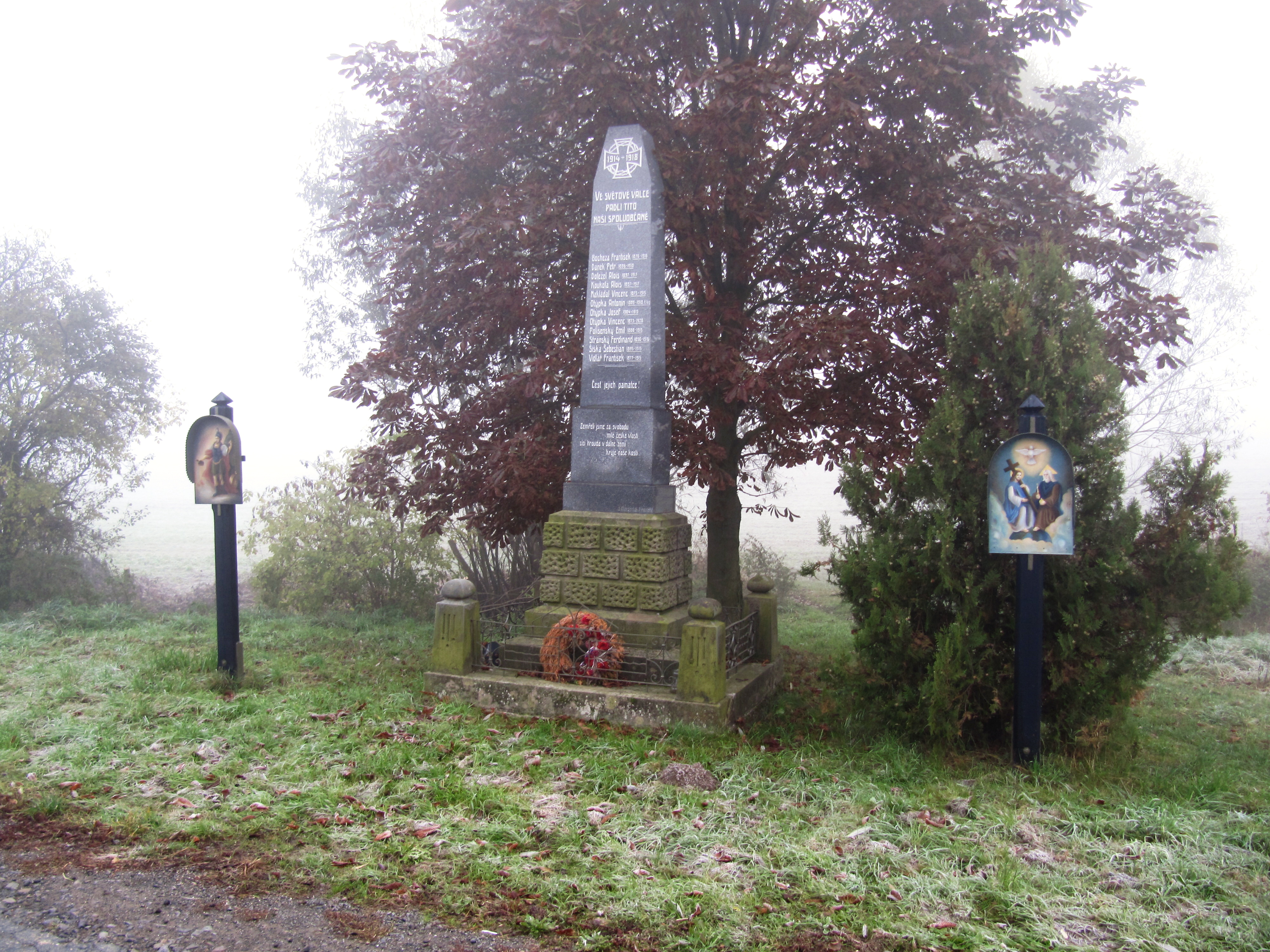
Pomník obětem první světové války a obrázky svatého Floriána a Nejsvětější Trojice
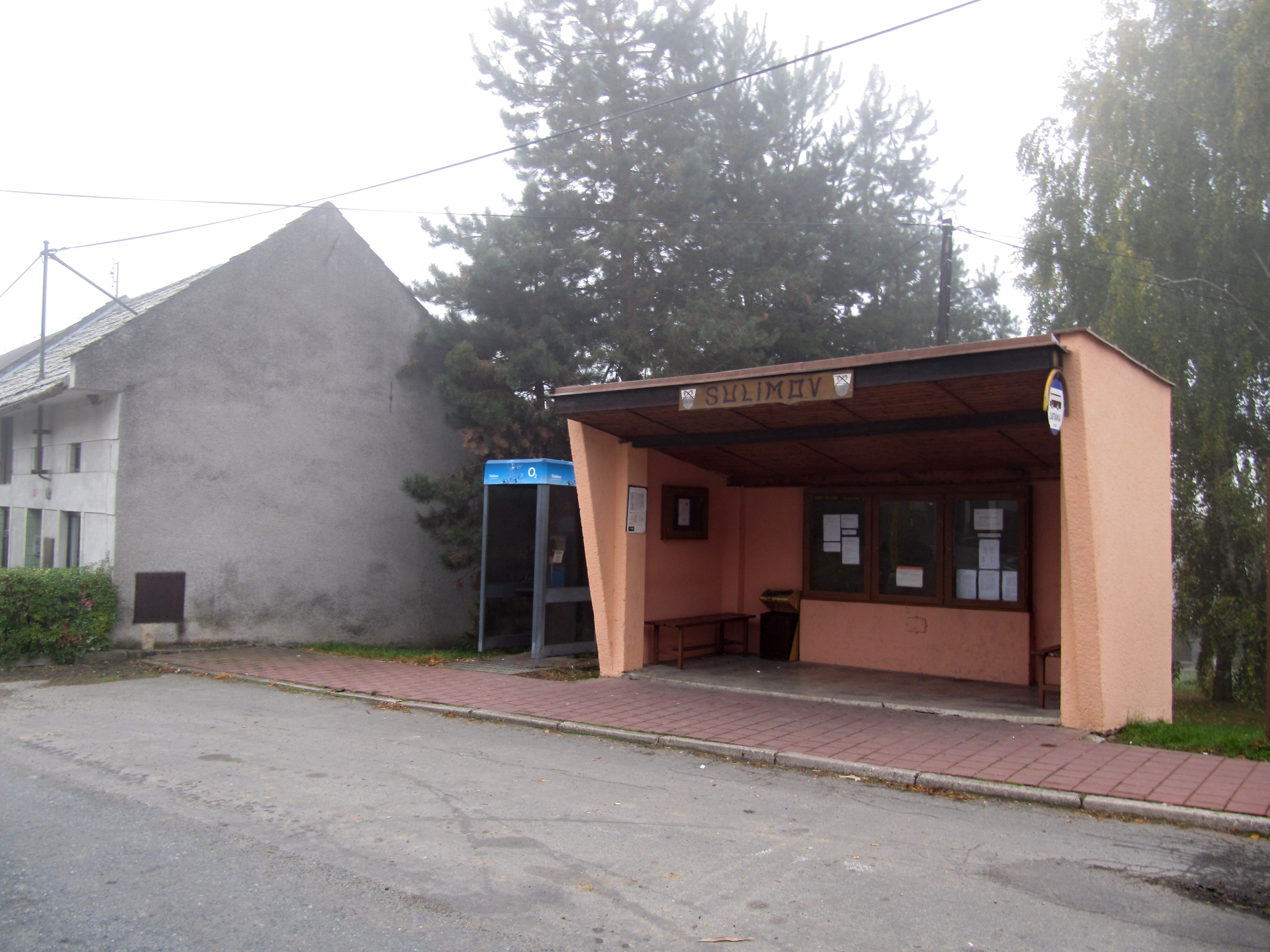
Autobusová zastávka